# دایکی کویکه
دایکی کویکه (ژاپنی: 小池 大喜؛ زادهٔ ۸ دسامبر ۱۹۹۶) یک بازیکن فوتبال اهل ژاپن است.
از باشگاه‌هایی که در آن بازی کرده‌است می‌توان به باشگاه فوتبال بلاوبلیتز آکیتا و باشگاه ورزشی یوکوهاما اشاره کرد.